# Roberto Marcelo Levingston
Roberto Marcelo Levingston Laborda (San Luis, 19 gennaio 1920 – Buenos Aires, 17 giugno 2015) è stato un generale e politico argentino, Presidente dell'Argentina "de facto" dal 18 giugno 1970 al 22 marzo 1971.

## Biografia
Si diplomò nel Colegio Militar de la Nación nel 1941. Nel corso della sua carriera nell'esercito argentino si specializzò nelle tecniche di spionaggio e di controguerriglia. Il 18 giugno 1970 il generale Juan Carlos Onganía, capo della dittatura civico-militare che aveva retto il paese fino a quel momento fu rovesciato un colpo di stato interno alle forze armate promosso dal settore più oltranzista dell'esercito, capeggiato dal generale Alejandro Agustín Lanusse. La presidenza della Repubblica venne quindi affidata dai golpisti a Levingston.
Durante il suo mandato, caratterizzato da un crescendo della violenza politica in tutto il paese, introdusse la pena di morte per i terroristi ed i rapitori. Sul piano economico il suo gabinetto elaborò alcune misure di stampo protezionistico che poco poterono contro l'imperante inflazione e la recessione che stava attanagliando l'economia argentina.
Nel marzo 1971 nella città di Córdoba scoppiò una rivolta passata alla storia come Viborazo. Dopo la repressione la giunta militare chiese le dimissioni di Levingston. Al suo posto fu nominato presidente il generale Lanusse.